# فرديناند توبياس ريختر
فرديناند توبياس ريختر (بالألمانية: Ferdinand Tobias Richter)‏ هو ملحن نمساوي، ولد في 22 يوليو 1651 في فورتسبورغ في ألمانيا، وتوفي في 3 نوفمبر 1711 في فيينا في النمسا.

## وصلات خارجية
- فرديناند توبياس ريختر على موقع ميوزك برينز (الإنجليزية)
- فرديناند توبياس ريختر على موقع ديسكوغز (الإنجليزية)